# Tiger Academia de Futebol
O Tiger Academia de Futebol é um clube de futsal e futebol feminino sediado na cidade de São Paulo, capital do estado homônimo. Foi fundado em 2000, e é conhecido pelo seu trabalho na base de revelar atletas.

## História
A equipe do Tiger Academia nasceu no futsal feminino no ano de 2000, e em 2015 estabeleceu uma parceria com o Corinthians para a modalidade.
O clube criou o departamento de futebol feminino em 2017, e no mesmo ano veio os primeiros títulos com a conquista do Festival Paulista e da Liga de Desenvolvimento da CBF na categoria sub-14. O clube também foi terceiro colocado do Paulista Feminino Sub-17 sendo eliminado pelo São Paulo nas semifinais.
Em 2018, o clube disputou Fiesta Sudamericana de la Juventud organizada pela CONMEBOL na categoria sub-14, devido ao título da Liga de Desenvolvimento conquistado no ano anterior, porém o clube terminou na sétima colocação da competição.
Em 2019, o Corinthians/Tiger foi campeão paulista de futsal feminino nas categorias Sub-13, 15, 17 e 20.